# Orobanche bartlingii
Espèce
L'orobranche de Bartling est une plante de la famille des Orobanchacées.
C'est une plante sans chlorophylle qui vit en dépendance stricte du séseli du Liban, Seseli libanotis.
Très rare en France, elle est présente essentiellement dans le massif du Jura, la Bourgogne et les Alpes du Nord.

## Habitat
Il se développe sur des pelouses sèches et caillouteuses, où pousse le séseli du Liban.